# Гурами-нитеносцы
Гурами-нитеносцы (лат. Trichogaster) — род тропических пресноводных лабиринтовых рыб из семейства макроподовых (Osphronemidae). Обитают в Юго-Восточной Азии (полуострова Индокитай и Малайский, острова Калимантан, Суматра и Ява). Род объединяет четыре вида. Название Trichogaster (имеющие нити на брюхе) они получили за превращённые в длинные нити лучи брюшных плавников, которые служат органами осязания в мутной воде. Несколько десятилетий назад любительское название «нитеносец» использовалось даже чаще, чем «гурами». Нередко под названием «гурами» имеют в виду именно представителей рода Trichogaster. Слово «Гурами» в яванском языке применяется для обозначения рыб, высовывающих из воды свой «нос».
Гурами-нитеносцы, как и другие лабиринтовые рыбы, могут дышать атмосферным воздухом с помощью специального органа — жаберного лабиринта. Этот орган развился в связи с обитанием гурами в теплом мелководье, где вода очень бедна кислородом. Род Trichogaster очень близок к роду Colisa. Гурами — один из наиболее популярных видов аквариумных рыб, неприхотливых в содержании и довольно простых в разведении.

## Ареал
Ареал гурами-нитеносцев ограничивается Юго-Восточной Азией и прилегающими островами. Гурами-нитеносцы — обитатели как стоячих, так и текучих вод, встречаются и в мелких ручьях, и в больших реках, а пятнистый и бурый гурами освоили зону прилива и солоноватые устьевые воды.

## Общая характеристика
Почти все виды — небольшие рыбки, длиной 5—12 см. Змеевидный гурами в природе достигает 20—25 см. Остальные виды гурами могут достигать длины 15 см, но в аквариуме все виды редко превышают 10 см в длину.
Тело жемчужных гурами имеет серебристо-фиолетовый цвет, на нём расположены отливающие жемчугом пятнышки. Окраска лунных гурами бледная, но с их участием были выведены золотистая, лимонная и мраморная форма гурами. Окраска тела змеевидных гурами оливковая, на боках прерывистая тёмная горизонтальная линия и несколько слегка скошенных золотистых полос. Пятнистые гурами серебристого цвета со слабо-лиловым отливом и покрыты мало заметными лиловато-серыми поперечными полосками неправильной формы. На боках с каждой стороны расположены по два тёмных пятна, послуживших причиной к названию рыбки пятнистыми гурами: одно у основания хвоста, другое посредине тела.
Окраска самцов ярче, чем самок. Яркая окраска является показателем здоровья.

### Тело и плавники
Тело имеет плоскую удлинённую форму. Нижний плавник гурами хвоста. Спинной и анальный плавники у самца удлинённой формы, немного заострены; у самки спинной плавник значительно короче и закруглён.
Брюшные плавники гурами имеют форму тонких нитевидных усов, по длине соответствующих длине тела. Усы служат органами осязания. Если по какой-либо причине усы обламываются, то в скором времени они снова отрастают.

### Половой диморфизм
Половой диморфизм у гурами-нитеносцев всех видов прослеживается достаточно чётко — самцы крупнее и стройнее, их окраска ярче, а плавники — длиннее. Спинной плавник у самцов более крупный и вытянутый, это наиболее надёжный признак для определения пола гурами.

### Лабиринтовый орган

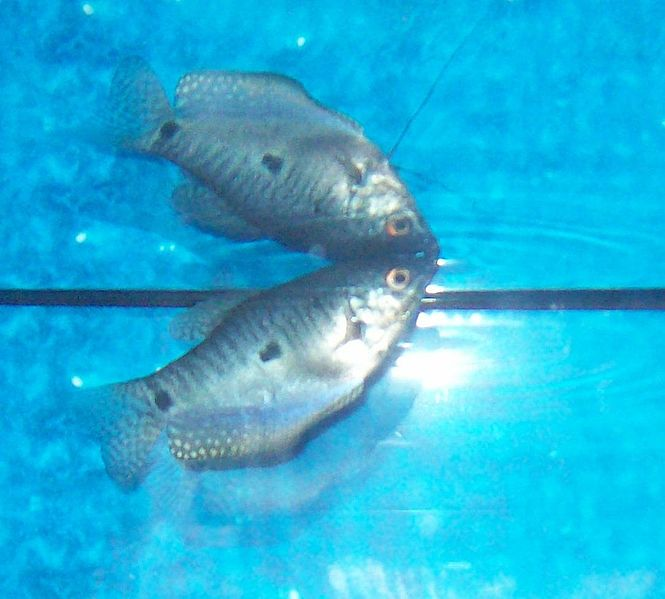
Гурами захватывает ртом пузырек воздуха

Как и все лабиринтовые рыбы, гурами имеют лабиринт — наджаберный орган, возникший в результате приспособления к жизни в воде, в малых количествах воды, в условия недостатка кислорода в воде и плохом качестве воды. Гурами могут 6—8 часов находиться без воды. Лабиринтовый орган расположен в наджаберной полости, в расширенной части первой жаберной дуги. В этой полости имеются тончайшие костные пластинки, покрытые богатой сосудами слизистой оболочкой.
Без атмосферного воздуха лабиринтовые рыбы жить не могут и в плотно закрытом сосуде довольно быстро погибают. Лабиринтовый орган развивается лишь через 2—3 недели после выклева личинок из икры, и они, в отличие от взрослых рыб, нуждаются в насыщенной кислородом воде.
Первоначально коллекционеры думали, что лабиринтовый орган служит для того, чтобы рыба могла перебираться из водоёма в водоём: в него рыба набирает запас воды, и, когда она перебирается из водоёма в водоём, жабры увлажняются, что предотвращает их высыхание.

## Питание
В природе рыбы имеют широкую пищевую адаптацию — насекомые, личинки, растительная органика, пищевые отбросы, донная фауна служит им кормом. Рыбы животноядные, в природе питаются водными беспозвоночными и личинками малярийного комара.
В условиях аквариума для гурами подходят дафнии (сухая или живая), мотыль, трубочники. 1-2-недельную голодовку взрослые экземпляры переносят без всяких последствий. Рыбы имеют очень маленькие рты.

## Размножение
Гурами достигают зрелости в возрасте от 8 месяцев до года. Старше 14 месяцев потомства получить не удаётся. Самка способна дать 4—5 меток, численностью от 50 до 200 икринок в каждом помёте, с промежутками между пометами в 10—12 дней, после чего рыбки прекращают размножаться.
Самец подготавливает на поверхности воды гнездо в виде пены из пузырьков, скрепленных слюной, самка не принимает участия в постройке гнезда. Самец периодически всплывает и, набрав в себя некоторое количество воздуха, пристраивается снизу к гнезду выпуская цепочку пузырьков. Строительство продолжается около суток. Затем самец приглашает самку к нересту.
Выметанную самкой икру самец аккуратно собирает ртом и выплёвывает в середину пенного гнезда, так что икринки оказываются среди пузырьков пены, где они в дальнейшем и будут развиваться. Иногда в аквариуме гурами мечут и без гнезда. В последнем случае икра расплывается по поверхности воды и из неё так же успешно выводятся мальки.

### Мальки
Мальки получаются из икры через 24-26 часов, очень мелкие и слабые, с желточным пузырём, за счёт которого они живут до трёх дней. На протяжении последующих пяти-шести дней мальки питаются инфузориями, а позже — мелким зоопланктоном.

## Разведение в аквариумах

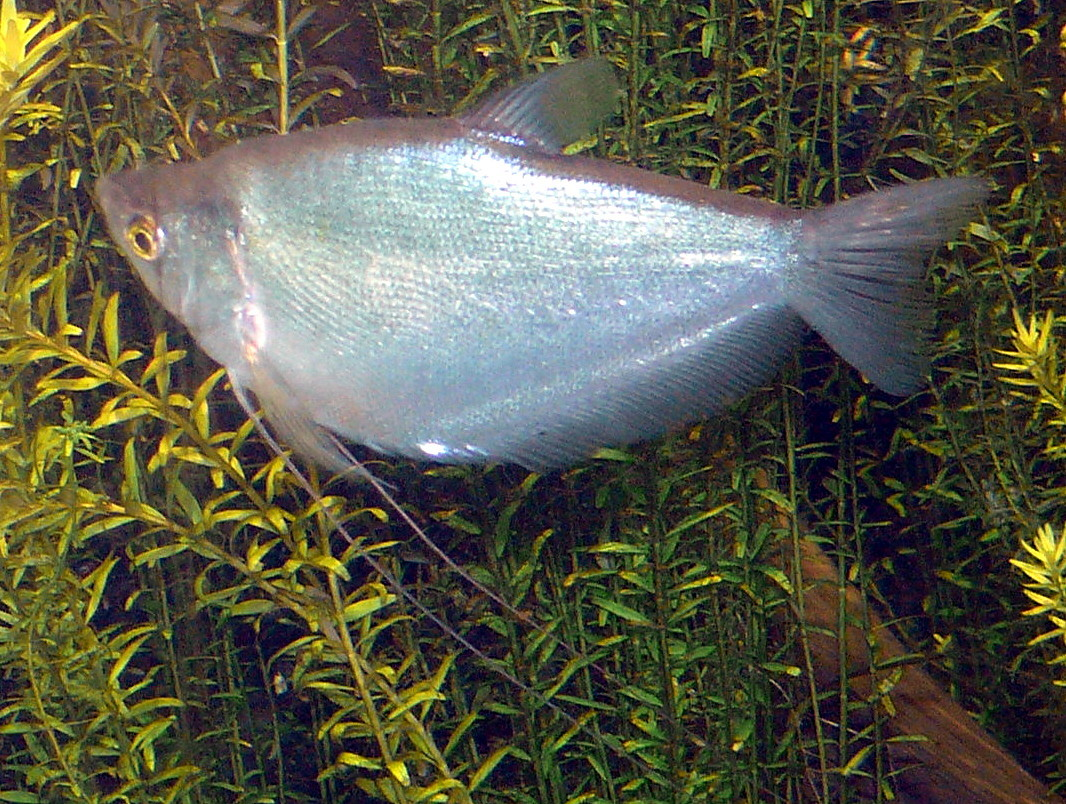
Лунный гурами

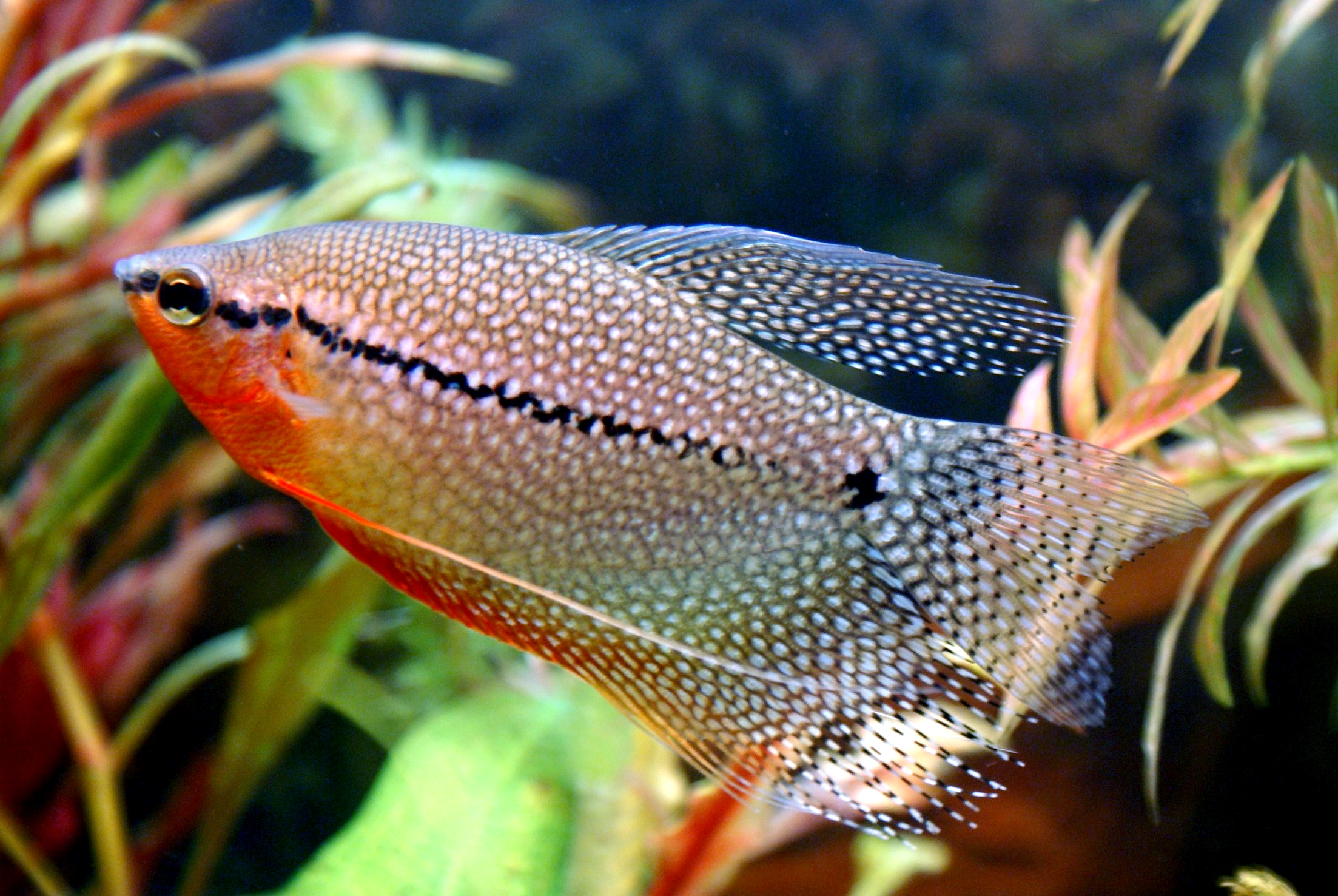
Жемчужный гурами (

Французский учёный Пьер Карбонье (1829—1883) занимался акклиматизацией тропических животных в Европе. В Таиланде, во Вьетнаме, на островах Малайзии отлавливали гурами, но в пути рыбы неизменно погибали. Рыб перевозили в деревянных бочках с крытым верхом. В конце XIX столетия было замечено, что в естественных условиях рыбы периодически поднимаются к поверхности воды за пузырьком воздуха. Тогда бочки наполнили водой лишь на две трети и не стали их запечатывать. В 1896 году пятнистые гурами были доставлены в Европу.
В Россию гурами впервые завезены известным московским аквариумистом XIX века А. С. Мещерским.
4 вида рыб из рода гурами-нитеносцы содержатся в аквариуме: жемчужный гурами, пятнистый гурами, голубой гурами и мраморный гурами.

### Продолжительность жизни
В оптимальных условиях продолжительность жизни составляет до 5-7 лет.

### Отношения с другими рыбками
Гурами спокойные рыбки, однако самцы гурами могут устраивать драки из-за самок. Длинные нитевидные брюшные плавники гурами некоторые рыбы могут принять за червяка и начать их обрывать.
Плохо уживаются в одном аквариуме с видами шустрыми, а также особями слишком крупными, либо наоборот совсем маленькими. Среди них: барбусы (суматранские), цихлиды, петушки, рыбы-попугаи, астронотусы, золотые рыбки.